# Т-4 (мина)
Т-4 — советская противотанковая мина, разработанная Н. Н. Симоновым в 1932 году. Тогда же была принята на вооружение Красной Армией. Однако из-за отсутствия на тот момент концепции применения танков и борьбы с ними, а также слабости промышленной базы СССР была выпущена лишь небольшая войсковая партия, на которой отрабатывались методы противотанкового минирования и конструкции мин.
Для своего времени мина считалась довольно удачной и технологичной. К тому моменту во Франции, Англии и США противотанковых мин не было даже в разработке. Немецкая же Теллермина 29 была проще в конструкции, но оснащалась тремя взрывателями ZDZ 29, требующими при изготовлении точной обработки и квалифицированной сборки, что делало мину дорогой в производстве. Мина Т-4 стала прототипом ТМ-35.
Главным недостатком мины является зазор между нажимной крышкой и корпусом — высока возможность заполнения пространства песком или грунтом, что приводит к отказу мины. Проблема решалась простым обертыванием мины мешковиной.